# Aphanosperma (kevergeslacht)
Aphanosperma is een kevergeslacht uit de familie van de boktorren (Cerambycidae). De wetenschappelijke naam van het geslacht werd in 1969 gepubliceerd door Britton.

## Soorten
- Aphanosperma occidentalis Britton, 1969
- Aphanosperma orientalis Britton, 1969